# 佛朗明哥歌唱
佛朗明哥歌唱是佛朗明哥三要素中的一種，另外兩種是吉他跟舞蹈。因為在佛朗明哥表演時，站在舞台前面跟中間的總是舞者，所以外國人總以為舞蹈是佛朗明哥最重要的要素，但事實上，歌唱才是佛朗明哥的靈魂。

## 歌唱的種類

### 深沈之歌
這類曲式的題材跟死亡、憤怒、絕望、或宗教情感有關，它們是不用吉他伴奏的無伴奏吟唱。主要曲式有 tona, martinetes, seguiriya, 孤調(soleá), 跟 carcelera. 深沈之歌是佛朗明哥的中心跟靈魂。
 歌者吟唱seguiriyas時，在每句歌詞都留下了一點她的靈魂，不然她就是在欺騙聽眾，甚至是欺騙自己。如果存在著一種佛朗明哥曲式，歌手需要唱出自己每一分的全，那麼就是 siguiriya. 我曾經見過 José Menese 在唱完一首之後完全累垮，我相信歌手在此時已經達到吉普賽人所謂的 神魔(duende) 境界。而我還不知道那是甚麼，它們只存在那些無法重現的特殊時刻。
 — Ángel Álvaro Caballero，  Historia del Cante Flamenco
Seguiriya 的範例歌詞，用吉普賽語對照:
Template:Sample Siguiria in Calo, Spanish and English

### 輕歌
包括了 歡愉調(alegrías), 喧戲調(bulerías) 跟 噹歌調(tangos)

## 有名歌手

### Pastora Maria Pavon Cruz 藝名：髮髻女孩(La Nina De Los Peines)
1890 年於賽維亞出生， 髮髻女孩 被認為是最傑出且富有創造性的佛朗明哥女歌手。她對噹歌調(tangos)的表演最出名，並且通常被要求演唱 seguiriyas，當時並不常有女歌手演唱此種曲式。

### Manuel Ortega Juarez  藝名：  Manolo Caracol
Manolo Caracol 來自一個有名的吉普賽家族，到今天為止在佛朗明哥跟鬥牛場這兩個領域都很有名。1909 年出生於賽維亞，他可能跟 El Planete 有血緣關係 El Fillo。Caracol 在13歲的年紀贏得了 1922 年的深沈之歌比賽的首獎，在西班牙內戰時期，他在戲院工作維生。他常常跟整個樂團或是鋼琴手合作，這點常常被基本教義派批評。他在54歲死於馬德里。

### Jose Monje Cruz  藝名：島上的蝦子/嘎馬龍(Camaron de la Isla)
嘎馬龍在 1950 出生於 San Fernando, 父親是吉普賽鐵匠，母親是一個編織藤藍工人，在八個孩子中排行第二。他因為金髮跟瘦小的身材得到了島上的蝦子這個外號，在八歲就開始表演。在 1969 年他跟Paco de Lucia合作，出了第一張專輯。雖然接受的是傳統的佛朗明哥歌唱訓練，嘎馬龍打破傳統，加入新的樂器例如鼓,zither, 笛子,moog, 跟鍵盤等等。在他短短二十年的職業生涯中，他跟 Paco de Lucia 革新的佛朗明哥音樂，吸引了很多新的聽眾。他在41歲死於巴塞隆納。

### 其他有名歌手
- Jose Reyes
- Carmen Amaya
- Rafael de Utrera
- Duquende
- Potito
- Remedios Amaya
- Diego Carrasco
- Antonio Mairena
- Diego El Cigala
- Enrique El Mellizo
- Antonio Chacon
- Manuel Torre
- Enrique El Granaino
- Pepe de Lucía
- Estrella Morente
- Lola Flores
- Fosforito
- Lebrijano
- La Perla de Cadiz
- Terremoto
- Chocolate
- Manolo Leiva
- Antonio Mairena
- Manuel Agujetas
- Pepe Marchena
- Mayte Martín
- José Mercé
- Antonio Molina
- Niña Pastori
- Manuel Torre
- Juan Valderrama

## 外部連結

### 英文連結
- Camaron de la Isla, Cantaor Flamenco
- Cante...The Song
- Centro Flamenco （页面存档备份，存于）
- World Music Central

### 西班牙文連結
- El Cante Flamenco
- El Flamenco
- El mundo de Flamenco